# A25 (Groot-Brittannië)
De A25 is een weg in Engeland.
De weg verbindt Guildford via Dorking, Reigate, Redhill en Sevenoaks met Saint Mary's Platt. De weg is 76,8 km lang.
Routebeschrijving
De A25 begint in het noorden van de stad Guildford op de rotonde Dennis Roundabout waar zowel de A3 als de A322 aansluiten. Op een kruising iets verder naar het oosten buigt de  A322 naar het zuiden af. Op een volgende kruising kruist ze de A320. Vervolgens kruist ze op de rotonde Boxgrove Crossroads de A3100. Vervolgens sluit op de kruising Epson Road de A246 aan. De A25 en de A246 lopen samen naar de kruising met Stone Road waar A247 vanuit het noorden aansluit, buigt de A25 in zuidelijke richting af. De A25 passeert een kruising ten noordoosten van Albury waar de A248 aansluit. De weg loopt verder via de rondweg van Shere en door stad Gomshall en Westcott. Dan bereikt De A25 het stadje Dorking waar de A2003 aansluit en ze op "The Dorking Cock" roundabout de A24 kruist. De weg loopt verder langs Brockham, door Reigate waar de A217 en de A242 annsluiten, door Redhill waar ze samenloopt met A23. De A25 loopt verder door Bletchingley en Godstone en kruist A22. De weg loopt verder door Oxted en door Westerham. De weg kruist ten oosten van Westerham de A233. De weg loopt verder door Brasted, Sunbridge en langs de Chipstead Interchange waar ze de A21 kruist. De A25 loopt nu door Sevenoaks waar ze samenloopt met de A224 en ze de  A225 kruist. De weg loopt door Ightham waar de A227  aansluit naar Borough Green waar de A227 weer afsplitst. De A25 loopt nog door Saint Mary's Platt en eindigt op een kruising met de A20.